# 太平湖 (上海)

新天地太平湖绿地

太平湖，是中国上海黄浦区新天地太平桥公园中的一个人工湖。因位于原太平桥地区而得名，湖面面积1万平方米。湖下有停车场。
太平湖绿地改造工程由地产商罗康瑞旗下的瑞安房地產负责，总投资8亿元，1999年动工，2002年落成。湖中有人工岛，经常举行大型文艺活动或企业宣传推广活动。